# Pinsà rosat alatacat
El pinsà rosat alatacat (Carpodacus rodopeplus) és una espècie d'ocell de la família dels fringíl·lids (Fringillidae).

## Descripció
- Fa uns 14 cm de llargària, amb bec gairebé gris i potes marró rosat.
- Els mascles cap de color marró vermell amb amples celles color rosa. Dors marró amb ratlles verticals rosa. Gola, pit i abdomen rosa. Petites taques blanques a les ales.
- Femelles amb parts superiors amb ratlles de color marró i negrós fosc.

## Hàbitat i distribució
Habita el pis inferior dels boscos de coníferes de les muntanyes del nord de l'Índia i Nepal i sud del Tibet.

## Taxonomia
S'ha considerat coespecífic de Carpodacus verreauxii, però van ser separats en dues espècies diferents, arran el treballs de Rasmussen et Anderton 2005.